# Sagina rupestris
Sagina rupestris är en nejlikväxtart som beskrevs av R.T.A. Schouten och Kai Larsen. Sagina rupestris ingår i släktet smalnarvar, och familjen nejlikväxter. Inga underarter finns listade i Catalogue of Life.